# Потос
Потос (лат. Pothos) — род вечнозелёных вьющихся растений семейства Ароидные (Araceae).
Род включает около 70 видов, распространённых в субтропиках и тропиках от Мадагаскара до Западной Океании и Китая.

## Ботаническое описание

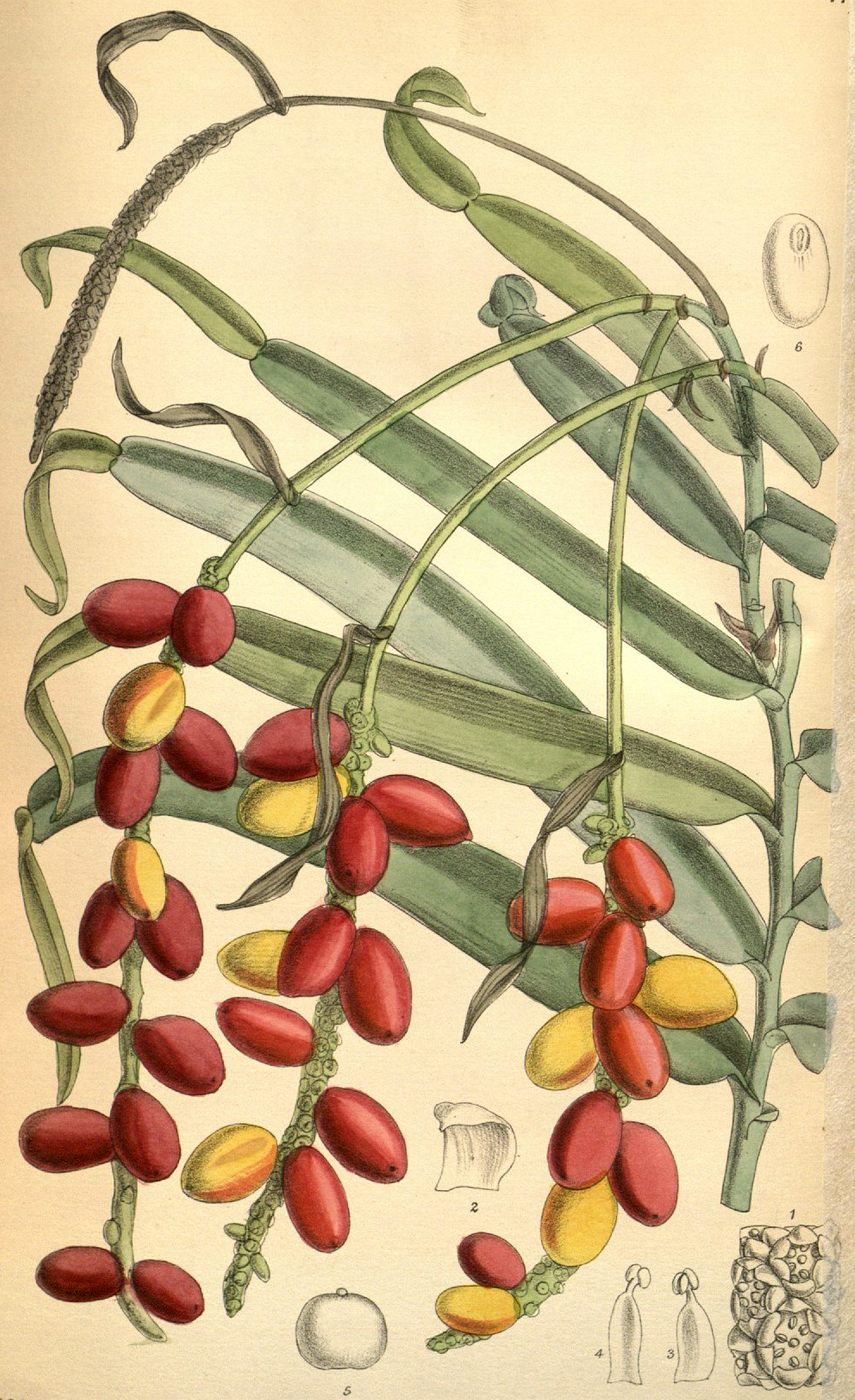
Fitch в журнале «Curtis's Botanical Magazine»,
том 126, 1900 г., Pothos repens

Лазящие, жёсткие, волокнистые лианы, от маленьких до очень больших, от тонких до очень крепких; иногда литофиты.
Нет точных сведений, остаются ли растения рода Потос всё время в контакте с землёй или постепенно теряют его, являясь таким образом гемиэпифитами. Полевые наблюдения свидетельствуют, что некоторые виды теряют свои первоначальные корни и получают питание за счёт воздушных корней. Но не известно, существует ли какой-либо промежуток времени между потерей первоначальных корней и появлением питающих воздушных корней. Если существует и растения могут существовать какое-то время без связи с почвой, то многие виды потоса можно отнести ко вторичным гемиэпифитам.

### Стебли
Стебли чётко разграничиваются на лазящую моноподиальную нецветущую часть и свободную симподиальную или моноподиальные цветущие побеги, последние часто сильно ветвистые. Рассада снабжена катафиллами или безлистная. Взрослые растения часто пускают безлистные, снабжённые катафиллами, скототропичные, питающие побеги. Междоузлия толстые (кроме первых), на свободных побегах иногда снабжены шипами (видоизменёнными рудиментарными воздушными корнями).

### Листья
Листовые пластинки простые, цельные, от узколанцетовидных до широкоовальных, часто асимметричные. Жилкование сетчатое. Первичные боковые жилки, отходящие от центральной, не доходя до края, пересекаются одной или более жилками, тянущимися от основания листовой пластинки вдоль центральной жилки к вершине или сначала к краям, а затем к вершине. Черешки  узкие с влагалищами и заметными верхушечными сосудиками или широкие и плоские, похожие на листовую пластину и с небольшим перегибом на верхушке, наподобие некоторых цитрусовых. Ось широких черешков у потосов реагирует на свет сгибанием наподобие коленного сустава.

### Соцветия
Соцветия иногда одиночные и терминальные на олиственных ветвях, чаще на боковых коротких побегах, снабжённых катафиллами; короткие побеги обычно простые, с одиночным соцветием; иногда с симподиальным нарастанием ветвей, без листьев; иногда устроенном очень сложно: компактные или рыхлые цимоиды с отношением два ко многим, появляющиеся вдоль или на концах олиственных побегов, в виде исключения на старых олиственных стеблях.
Покрывало от овального до продолговатого, широко открытое, находящееся далеко от початка, часто полностью отогнутое, от зелёного до грязно-белого или жёлтого или глубоко-фиолетового. Початок сидячий или на ножке, от конически-цилиндрического до сферического, двудомный.
Околоцветник из 6, редко из 4 лепестков, полностью сросшихся или свободных; тычинок 6, изредка 4, с плоскими нитями, с экстрорзным раскрыванием; теки от удлинённых до шаровидных. Завязь трёхгнёздная, гнёзда с одной апотропной семяпочкой, расположенной в центре плаценты у основания перегородки; рыльце дискообразно-полусферическое или с приподнятой вершиной, большей частью сидячее. Пыльца эллипсовидно-удлинённая, небольшая (21 мкм).

### Плоды
Плоды — ягоды с 1—3 семенами, при созревании меняющие цвет от тёмно-зелёного до жёлтого с оттенками красного, расположенные на расстоянии друг от друга и от початка, очень большие. Семя большое, эксальбуминовое, семенная кожура гладкая.
Число хромосом 2n=24, 36.

## Распространение
Встречается в западной части Индийского океана (Коморские острова, Мадагаскар, Сейшельские острова), тропической и субтропической Азии (Китай, Тайвань, Бангладеш, Индия, Непал, Шри-Ланка, Камбоджа, Лаос, Мьянма, Таиланд, Вьетнам, Борнео, Ява, Филиппины, Суринам, Сулавеси), в юго-западной части Тихого океана (Соломоновы острова, Вануату).
Растут в субтропических и тропических влажных вечнозелёных лесах.

## Классификация

### Синонимы
Гетеротипные (основанные на разных номенклатурных типах):
- Batis Blanco (1837), nom. illeg.
- Goniurus C.Presl (1851)
- Pedicellarum M.Hotta (1976)
- Tapanava Adans. (1763)

### Виды
Подтвержденные виды (65) по данным сайта Plants of the World Online на 2023 год:
- Pothos armatus C.E.C.Fisch.
- Pothos atropurpurascens M.Hotta
- Pothos barberianus Schott
- Pothos beccarianus Engl.
- Pothos boyceanus G.Rajkumar, Shaju, Nazarudeen & Prakashk.
- Pothos brassii B.L.Burtt
- Pothos brevistylus Engl.
- Pothos brevivaginatus Alderw.
- Pothos chinensis (Raf.) Merr. — Потос китайский
- Pothos clavatus Engl.
- Pothos crassipedunculatus Sivad. & N.Mohanan
- Pothos curtisii Hook.f.
- Pothos cuspidatus Alderw.
- Pothos cylindricus C.Presl
- Pothos degenerans S.Y.Wong, P.C.Boyce & A.Hay
- Pothos dolichophyllus Merr.
- Pothos dzui P.C.Boyce
- Pothos ecclesiae P.C.Boyce, S.Y.Wong & A.Hay
- Pothos englerianus Alderw.
- Pothos falcifolius Engl. & K.Krause
- Pothos fractiflexus Joling, J.T.Pereira & Damit
- Pothos gigantipes Buchet ex P.C.Boyce
- Pothos gracillimus Engl. & K.Krause
- Pothos grandis Buchet ex P.C.Boyce & V.D.Nguyen
- Pothos hellwigii Engl.
- Pothos hookeri Schott
- Pothos inaequilaterus (C.Presl) Engl.
- Pothos insignis Engl.
- Pothos junghuhnii de Vriese
- Pothos keralensis A.G.Pandurangan & V.J.Nair
- Pothos kerrii Buchet ex P.C.Boyce
- Pothos kingii Hook.f.
- Pothos lancifolius Hook.f.
- Pothos laurifolius P.C.Boyce & A.Hay
- Pothos leptostachyus Schott
- Pothos longipes Schott
- Pothos longivaginatus Alderw.
- Pothos luzonensis (C.Presl) Schott
- Pothos macrocephalus Scort. ex Hook.f.
- Pothos mirabilis Merr.
- Pothos motleyanus Schott
- Pothos oliganthus P.C.Boyce & A.Hay
- Pothos ovatifolius Engl.
- Pothos oxyphyllus Miq.
- Pothos paiei (M.Hotta) S.Y.Wong, A.Hay & P.C.Boyce
- Pothos papuanus Becc. ex Engl.
- Pothos parvispadix Nicolson
- Pothos philippinensis Engl.
- Pothos pilulifer Buchet ex P.C.Boyce
- Pothos polystachyus Engl. & K.Krause
- Pothos pugnax P.C.Boyce & S.Y.Wong
- Pothos remotiflorus Hook.
- Pothos repens (Lour.) Druce
- Pothos roxburghii de Vriese
- Pothos salicifolius Ridl. ex Burkill & Holttum
- Pothos scandens L. typus — Потос лазящий
- Pothos tener Wall.
- Pothos thomsonianus Schott
- Pothos tirunelveliensis Sasikala & Reema Kumari
- Pothos touranensis Gagnep.
- Pothos venustus (Wall. ex C.DC.) A.Hay & P.C.Boyce
- Pothos versteegii Engl.
- Pothos vietnamensis V.D.Nguyen & P.C.Boyce
- Pothos volans P.C.Boyce & A.Hay
- Pothos zippelii Schott